# 查尔斯·庞兹
查尔斯·庞兹（英語：Charles Ponzi，1882年3月3日—1949年1月18日），原名卡洛·彼得羅·喬瓦尼·吉列爾莫·泰巴爾多·龐兹（Carlo Pietro Giovanni Guglielmo Tebaldo Ponzi），是在美国和加拿大行骗的一名诈骗犯。他的化名包括Charles Ponci、Carlo和Charles P. Bianchi。他是出生于義大利的犹太人，以欺诈后来投资者的投资支付早期投资者的“龐氏騙局”而著称。
查尔斯·庞兹承诺客户在45天之内获得50％的利润，或在90天之内获得100％的利润，通过收购其他国家贴现的郵政票據，然后再在美国按面值赎回，作为套利的一种形式。庞兹的灵感很可能来自布鲁克林的簿记员威廉F.米勒于1899年使用相同的计划，得到了100万美元。

## 生平

### 早年
龐茲出身於義大利，是於1903年11月15日抵達美國工作。早年龐茲已經案底纍纍，起先是在餐廳當侍應，因為盜竊餐廳財物而被解僱；後來移居至加拿大蒙特婁，在一家義資銀行當櫃員，因為商業詐騙，而被加拿大法院判監三年；1911年回到美國，又因販賣人口，而在亞特蘭大坐牢。

### 騙局
坐牢後龐茲來到波士頓。他無意間收到來自歐洲的國際回信郵票券，發現可以以金融手法包裝，務求在最快時間賺錢。於是從1919年起，龐茲於波士頓成立公司，設計了一個投資計劃，向美國人兜售。
郵政票券為一種由某國郵政局發行，容許某國國民，寄送給另一國的對方，好讓對方用此票據支付郵資。這些票券可以透過轉讓炒賣而獲利。當時正值第一次世界大戰結束不久，世界經濟混亂，龐茲乘機利用此一形勢，公開賣廣告，聲稱購買歐洲的某種郵政票券，再轉賣回美國，獲利率可達400%。龐茲利用借來的資金，先向波士頓幾名人士推銷，並開設店舖聘用代理，向廣大波士頓人宣稱，任何投資在45天之內，都可獲50%回報。之後他利用後來的投資者所支付的資金，填補下去，作為最先的一批投資人所得的回報。
在一年左右的時間裡，差不多有四萬多名波士頓人成為龐茲的投資者，截至1920年，龐氏共收到共約1,500萬美元的小額投資，平均每人「投資」幾百美元，而龐茲也在同時間賺逾百萬美元。龐氏買下有20個房間的別墅，買了100多套昂貴的西裝，並配上專門的皮鞋，擁有數十根鑲黃金的拐杖，還給他的情人購買了無數昂貴的首飾，連煙斗都鑲嵌著鑽石。

### 判決
當時已有金融專家質疑龐茲的投資計劃根本不可能有巨大利潤，龐氏於1920年7月24日在當地報章《波士頓郵報》上發表文章，反駁專家的觀點。而在文章發表後第二日，龐茲還宣稱一日內已有逾千人參與此項投資。這時郵報編輯已開始派人追蹤龐茲的經營手法。而在該年7月26日，郵報開始發表文章，質問龐茲投資計劃背後的漏洞。而同一時間，有金融專家發現，龐茲根本沒在有關公司投下任何資金。
1920年8月9日，多名波士頓市民向市政府報案，聲稱自己在龐茲的投資計劃中受騙，引起了當局之懷疑。而兩日後即是8月11日，龐茲宣告破產。由於騙局宣告失敗，龐茲向當局投案。

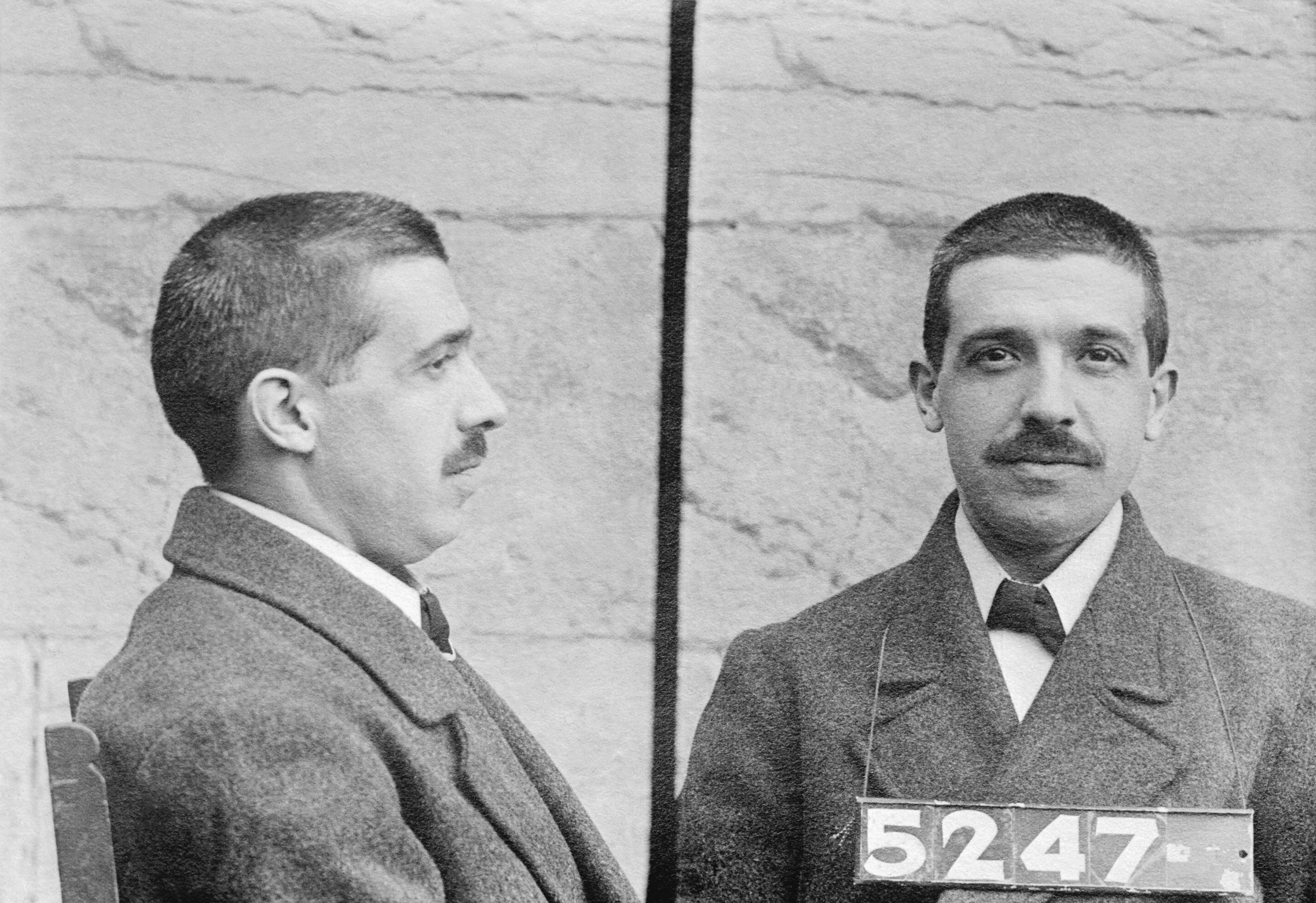
查尔斯·庞兹投案时的照片

龐茲的詐騙罪於1920年末於波士頓法庭受審。他被控多達86項詐騙罪行。由於案情嚴重，當地法官於1920年11月1日宣判，龐茲被判入獄9年。

### 獲釋
龐茲於1922年於向法院上訴，被判保釋外出。後來移居到佛羅里達州，又做了類似的金融詐騙，結果坐了更久的牢。

### 晚年
1934年龐茲終於獲釋，並被美國政府宣佈即時遣返義大利。歸國後龐茲竟然又想辦法詐騙墨索里尼，但也沒能得逞；最後只能來到巴西，在一家航空公司工作。後來二戰導致航空公司裁員潮，龐茲亦無法倖免。
龐茲晚景淒涼，偶爾做點翻譯工作。他的健康狀況每況愈下，1941年心臟病發作使他身體更加虛弱。他的視力開始衰退，到戰後1948年時，他已幾近完全失明。一次突發的腦出血，使他的左腿和手臂癱瘓。1949年1月18日，龐茲病逝於里約熱內盧聯邦大學附屬的聖方濟慈善醫院，結束了其高低跌宕的一生。

## 延伸阅读
- Ponzi, Charles, , 1936  [2021-08-08], ISBN 9782953801217, （原始内容存档于2011-06-25）
- Dunn, Donald, , New York: Broadway, 2004, ISBN 0767914996
- Zuckoff, Mitchell, , New York: Random House, 2005, ISBN 1400060397
- The History Channel. "In Search of History: Mr. Ponzi and His Scheme". February 9, 2000. (AAE-42325, ISBN 0767016726)
- Sobel, Robert, , New York: Norton, 1968, ISBN 0393098176
- Kalbfleisch, John, , Montréal: The Gazette, 2009